# Jesús Diego Cota
Jesús Diego Cota (Madrid, Comunidad de Madrid, España, 28 de julio de 1967) es un exfutbolista español. Jugaba de defensa y solo conoció unos colores, los del Rayo Vallecano, club en el que se formó y del que es el jugador con más partidos oficiales en su historia.

## Trayectoria
Debutó con el primer equipo del Rayo Vallecano con tan solo 17 años, en el año 1985 de la mano del entrenador Eduardo Caturla en el partido de 2.ª división B, Rayo Vallecano - Alcoyano que se jugó en el estadio de Vallecas, y se retiró tras 16 años en la primera plantilla, 8 de ellos en la máxima categoría del fútbol español.

## Selección nacional
Fue internacional con España sub-21 en la Eurocopa de 1986 de la mano de Luis Suárez y Jesús María Pereda.

## Clubes
| Club               | País   | Año       |
| ------------------ | ------ | --------- |
| Rayo Vallecano "B" | España | 1984-1985 |
| Rayo Vallecano     | España | 1985-2002 |

## Palmarés
- Temporada 1984-1985, el Rayo Vallecano quedó primero en la liga de segunda división B
- Temporada 1989-1990, su primer partido en primera división el 29/10/1989  ( Rayo Vallecano - Real Sociedad )
- Temporada 2000-2001, el Rayo Vallecano es premiado con la participación en la Copa de la UEFA, por ser el equipo más deportivo de la temporada anterior, el Rayo hace un torneo meritorio cayendo con el Deportivo Alavés, a la postre subcampeón, en los cuartos de final.
- Cuatro ascensos de segunda división a primera.(88-89, 91-92, 94-95 y 98-99).